# Ibrahim Khalil Khan
Ibrahim Khalil Khan Javanshir (1732-1806) est le deuxième khan du Khanat du Karabagh, issu de la famille Javanshir. Il est le fils et le successeur de Panah Ali Khan.

## Biographie

### Enfance et formation
Il est né vers 1732 au Karabakh. Il fait partie des déportés à Astarabad avec son père Panah Ali Khan. Il est retourné au Karabakh après qu'Adil Shah ait publié un firman (décret) reconnaissant Panah Ali comme le nouveau khan. Participant à la politique intérieure de son père, il s'est marié avec Hurizad, fille du melik arménien de Varanda - Shahnazar II, comme outil d'alliance matrimoniale. Panah Ali l'a ensuite marié avec Shahnisa, sœur de Nazarali Khan Shahsevan d'Ardabil et Tuti, fille de Shahverdi Khan de Ganja en 1749. Il est donné en otage à Fath-Ali Khan Afshar en 1759, qui fut vaincu plus tard par Karim Khan Zand. Il est libéré par Karim Khan en 1759 et autorisé à retourner au Karabagh.

### Règne

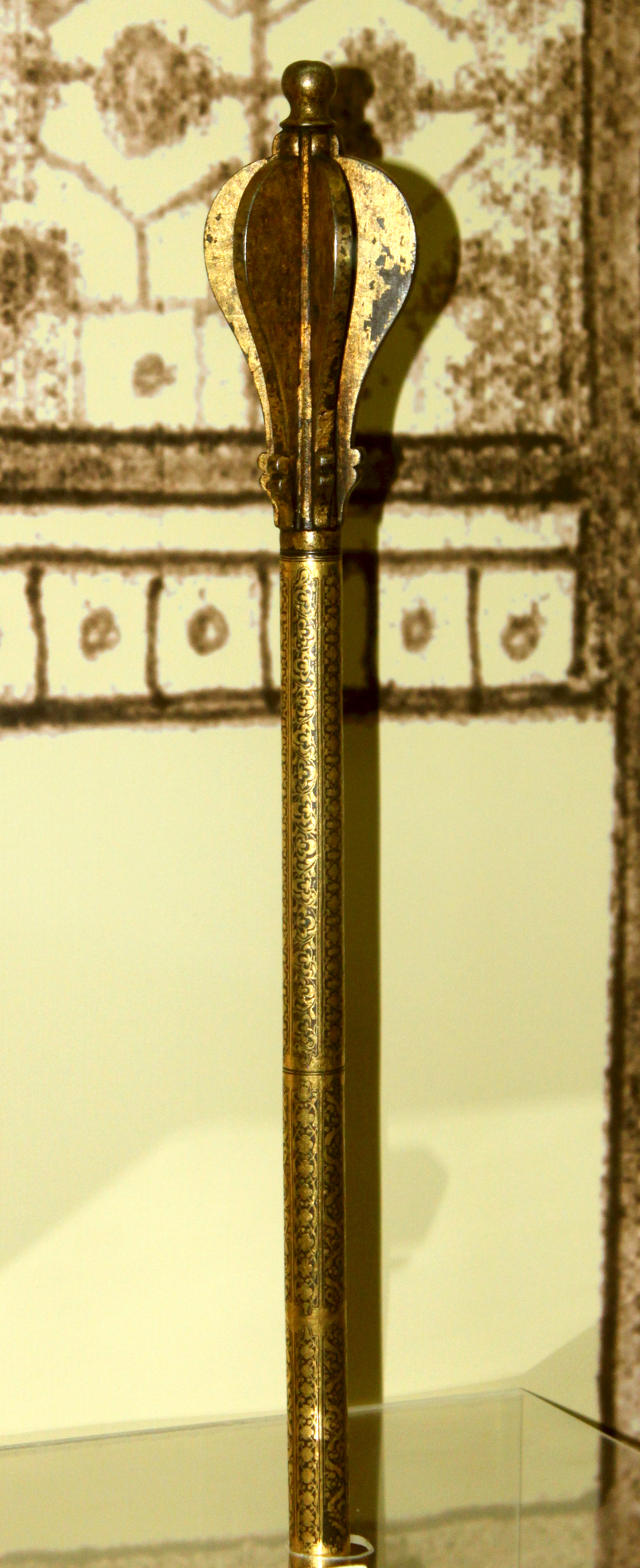
Sceptre d'Ibrahim Khalil Khan, Musée d'histoire de l'Azerbaïdjan.

Il a dû contester le khanat avec Mehr Ali Beg Javanshir, son frère cadet qui avait été laissé derrière lui par son père Panah Ali Khan avant son départ pour l'Iran en 1759. Ibrahim Khalil est sorti victorieux grâce à l'aide de sa nouvelle parente Umma Khan du Khanat d'Avar, et a forcé son frère à fuir la région. Plus tard au cours de son règne, les khanats d'Avar et du Karabagh se sont coordonnés contre le pouvoir croissant de Fatali Khan de Quba. Malgré leurs efforts, le khanat de Shirvan est envahi par Fatali et le pouvoir de Quba continue de croître. Cependant, plus tard en 1774, les forces combinées de l'émir Hamza de Qaytaq, Muhammad Husayn Khan Mushtaq de Chaki, Muhammed Khan du khanat de Gazikumukh, Rustam de la principauté de Tabasaran, Ali Sultan de Dzhengutay et d'autres forces du Daghestan se sont affrontées avec Fatali Khan dans la bataille des plaines de Gavdushan près de Khudat. C'est un coup dur pour les ambitions de Fatali Khan, il s'enfuit des lieux blessé.
Dans les années 1780, Ibrahim Khalil Khan s'impose comme l'un des dirigeants les plus puissants du Caucase oriental. Il aspire à placer sous son autorité la majeure partie du territoire sous domination musulmane, des montagnes du Caucase jusqu'à Tabriz, au sud[citation nécessaire] mais il doit freiner ses efforts face à la montée du pouvoir Qajar en Iran. Il s'allie au roi géorgien Héraclius II de Kartli-Kakhétie et intervient avec lui dans les affaires du khanat d'Erivan en fisant du khanat de Gandja leur marionnette. Muhammad de Ganja est bientôt arrêté par Ibrahim Khalil avec sa famille. Cependant, Fatali Khan envahit le Karabakh en 1780 en traversant la rivière Koura, mais Héraclius II aide ensuite Ibrahim khalil Khan en lui envoyant un détachement sous le commandement des princes George et David. En août de cette même année, le khan de Quba entreprend une nouvelle campagne infructueuse, mais au début de 1781, il pénètre profondément dans le Karabakh et capture un certain nombre de paysans. L'alliance s'affaiblit après qu'Héraclius ait accepté le protectorat russe dans le traité de Georgievsk en 1783. Ibrahim maintient le contact avec les autorités russes, mais ne signe aucun traité formel.

#### Campagnes contre les Melikats
Comme son père, Ibrahim Khalil Khan mène campagne contre les meliks arméniens du Karabakh à partir de 1775. S'alliant aux meliks de Varanda et Khachen, Ibrahim Khan fait campagne contre Melik Yesai de Dizak. Au cours d'une de ces batailles, Melik Mirzakhan de Khachen est capturé par Yesai et décapité en 1775. Cependant, après un long siège de Togh, Melik Yesai est capturé et étranglé en prison à l'été 1781. Son neveu, Bakhtam, est nommé à sa place par le khan. Ibrahim envoie deux assassins arméniens, Misael bek et son gendre Hagop Yuzbashi, pour tuer Melik Mezhlum de Jraberd. Cependant, le complot échoue et ils sont capturés et exécutés. Le frère de Misael, Rustam, s'enfuit et rejoint la cour d'Ibrahim Khan à Choucha. Étant le gendre d'Apres Agha, sa femme Vard Khatun est une parente de Nersès V, qui est basé au monastère de Yerits Mankants et soutenu par Javad Khan et Ibrahim Khalil Khan, tous deux anti-catholiques. Son successeur, l'anti-catholique Israël (1728-1763), se range également du côté d'Ibrahim Khalil.
Les méliks arméniens écrivent une lettre secrète à Catherine II le 22 janvier 1783, l'invitant à envahir le Karabagh et, si possible, à établir un État vassal arménien dans la région. Cependant, le complot est découvert grâce à Allahquli Hasan-Jalalyan, frère du Catholicos Hovhannes (1763-1786), qui parle des lettres à Ibrahim Khan. Pendant ce temps, le Catholicos Israël saisit les lettres alors qu'elles étaient en route pour Ganja, les sécurisant pour Ibrahim Khalil. Profitant de cette opportunité, Ibrahim Khan s'empare de Melik Mezhlum de Jraberd, Melik Abov de Gulistan, Melik Bakhtam de Dizak et du Catholicos Hovhannes (avec ses frères). Melik Bakhtam est donné à Nazarali Khan Shahsevan, avec qui il a un grief, et Dizak est annexé au Karabakh. Le reste des meliks est libéré contre une forte rançon. Le Catholicos Hovhannes est tué pendant son emprisonnement, laissant le siège de Gandzasar vacant pendant huit ans.
Melik Abov et Mezhlum, emprisonnés dans la forteresse de Shusha, réussissent à s'échapper. Ils se rendent auprès d'Héraclius II et du chef de la garnison russe à Tbilissi, le colonel Stepan Burnashev, pour demander des troupes afin de combattre Ibrahim Khan. On leur promet un détachement de 4 000 soldats, qui commandés par le prince Démétrius Orbeliani. En septembre 1787, les troupes d'Héraclius II et du colonel Burnashev s'approchent de Gandja, mais la guerre russo-turque éclate et Burnashev reçoit l'ordre de retourner immédiatement avec les troupes sur la ligne caucasienne. Héraclius est également contraint de faire demi-tour. Profitant de cette opportunité, Ibrahim Khan exige que la Géorgie lui remette les meliks, promettant de renvoyer trois mille familles turques qui avaient fui Borchali vers le Karabakh au cours des années précédentes. Héraclius II satisfait la demande d'Ibrahim Khan afin de se protéger d'actions hostiles. Meliks Abov et Mezhlum, ayant appris la demande d'Ibrahim Khan, s'enfuient de Tbilissi à Gandja auprès de Javad Khan, qui étant en inimitié avec Ibrahim Khan les accueille chaleureusement et leur offre des terres près de Shamkhor pour les paysans qui viendraient du Karabakh. Deux autres frères Hasan-Jalalyan, Jalal bek et Daniel bek, sont également arrêtés en 1791 et exécutés. Pendant ce temps, Ibrahim Khan élève un autre anti-catholique, Siméon (1794-1810), et l'établit au monastère de Yerits Mankants, tout en soutenant également lsraël au monastère d'Amaras.

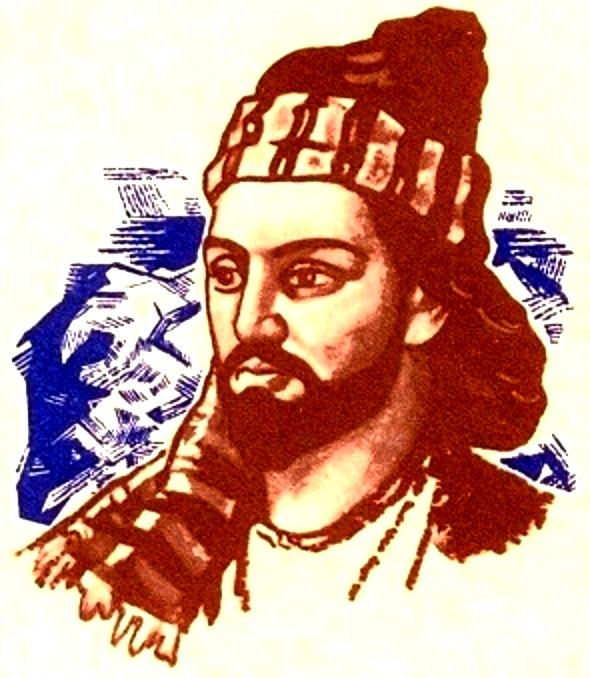
Molla Panah Vagif était le célèbre vizir du khanat du Karabakh

#### Invasion d'Agha Mohammad Khan
En 1795, le souverain d'Iran, Agha Mohammad Khan Qajar, attaque la région pour la ramener sous l'influence de l'empire iranien. Les khans de Gandja, Nakhjavan et Erivan se soumettent, mais pas Ibrahim Khan. Il est vaincu au combat et se retire dans la forteresse de Choucha. Après un siège de 31 jours, du 8 juillet au 9 août, Agha Mohammad Khan Qajar ne parvient pas à prendre la forteresse et quitte la région. Dans une trêve verbale, Ibrahim Khan reconnaît la suprématie des Qajar et est autorisé à continuer de régner en tant que Khan du Karabakh. En 1796, après le retour d'Agha Mohammad Khan en Perse continentale, Catherine la Grande ordonne à son armée de conquérir le Caucase. Ibrahim négocie avec les commandants russes et accepte de coopérer avec eux en échange du maintien de son pouvoir au Karabakh. Peu de temps après la mort de Catherine II, son successeur, Paul, abandonne ses projets pour la région et rappelle les troupes russes. Profitant de l'occasion, Ibrahim et Héraclius font à nouveau alliance, cette fois pour envahir le Khanat de Ganja, puisque son dirigeant Javad Khan a rejoint l'armée Qajar dans son raid sur Tbilissi. Pendant le siège de Ganja, Melik Mezhlum est tué par Apres Agha, père d'Israël.
En 1797, Aga Mohammad Khan, irrité par la trahison d'Ibrahim Khalil Khan et d'autres khans du Caucase, attaque et capture Choucha. Agha Mohammad Khan est assassiné à Choucha trois jours après sa prise. Molla Panah Vagif, vizir du khan, est capturé par Muhammad bey, fils de Mehr Ali Beg Javanshir et prétendant au trône après quelques jours. Ibrahim, qui s'était enfui chez ses beaux-parents dans le khanat d'Avar, retourne ensuite à Choucha et donne à Aga Mohammad Khan des funérailles honorables. Afin de conserver sa position et d'assurer des relations pacifiques avec le shah, il confie une de ses filles au successeur d'Agha Mohammad Khan au trône, Fat'h Ali Shah Qajar.

### Fin de règne
Pendant la guerre russo-persane (1804-1813), le général Tsitsianov promet que la Russie reconnaîtra Ibrahim Khan comme khan et accepte que le fils aîné d'Ibrahim succède à son père. Un accord est signé entre la Russie et Ibrahim Khan le 26 mai 1805. Tsitsianov occupe alors Choucha et y laisse une garnison russe. La mort de Tsitsianov le 20 février 1806 à Bakou et l'échec de l'offensive russe persuadent Ibrahim Khalil Khan, à l'été 1806, de répudier son allégeance aux Russes et de se soumettre à nouveau au shah ; il demande alors au shah de l'aider à chasser la garnison russe. Alors que l'armée perse approche de Choucha, Ibrahim Khan quitte la forteresse et campe à l'extérieur. Le 12 juin 1806, les Russes sous le commandement de Dmitri Lisanevich, incités par le petit-fils d'Ibrahim Khalil Khan et craignant leur propre vulnérabilité, attaquent le camp et tuent Ibrahim Khan, une de ses épouses, une fille et son plus jeune fils. Pour obtenir le soutien des musulmans locaux, les Russes nomment un fils d'Ibrahim Khalil, Mehdi Qoli Khan Javanshir, comme khan du Karabakh,.

## Famille
Ibrahim Khalil Khan a plusieurs épouses légales et épouses temporaires (concubines esclaves ou mut'ah) :
1. Khanum agha Javanshir - fille de Nabi Kalantar du clan Jabrayilli
  - Mammad Hasan agha Javanshir
2. Tuti khanum Ziyadoghlu-Qajar (née en 1740, m. 1749, décédée en 1760) - fille de Shahverdi Khan de Ganja
3. Khurshid begüm Ziyadoghlu-Qajar (née en 1743, m. 1761) - fille de Shahverdi Khan de Ganja
  - Mehdi Qoli Khan Javanshir
  - Tubi begüm
  - Aghabeyim agha (1782-1831) - marié à Fath Ali shah Qajar[7]
4. Bike (Bakhtika) khanum (av. 1744) - fille de Muhammad-nutsal IV, khan d'Avars
  - Khanlar agha Javanshir (vers 1785-1832) - Colonel de l'armée impériale russe
  - Ahmad agha Javanshir (vers 1793 ou vers 1795 - décédé au plus tard en 1851) — Noblesse terrienne
  - Sultanat begüm (?-12 juin 1806) - assassiné avec son père
5. Une fille d'Allahyar bey de la tribu Ungutlu
  - Muhammad Qasim agha Javanshir (? - avant 1843) — Colonel de l'armée impériale russe
6. Javahir Khanum (née Sofia Abashidze, m. 1783) - fille d'Eugenius Abashidze, petite-fille de Svimon Abashidze
  - Abbasquli agha (vers 1795-12 juin 1806) — assassiné avec son père
  - Govhar agha (1790 - 1888) - marié à Jafar Qoli Khan Donboli et plus tard à Khankishi bey Javanshir (fils de Mehr Ali Beg Javanshir ), a financé la mosquée Yukhari Govhar Agha et la mosquée Ashaghi Govhar Agha.
7. Shahnisa Khanum - fille de Badr Khan Shahsevan d' Ardabil Khanate
  - Bakhshi Khanum - marié à Farajulla khan Shahsevan, fils de Nazarali Khan Shahsevan
  - Tuti begüm - mariée à Salim Khan de Shaki Khanate, a eu un problème
  - Kichik Khanum - marié à Mirza Muhammad Khan, beylerbey de Téhéran
8. Murassah Khanum - fille de Gulmali bey Sarijali
  - Shahnisa Khanum — mariée à son cousin germain Ali bey b. Mirza Ali, petit-fils de Behbud Ali bey (frère de Panah Ali Khan )
9. Tubu Khanum - fille de Muhammad Husayn Khan Mushtaq de Shaki Khanate
10. Hurizad Khanum - fille de Melik Shahnazar II de Varanda
11. Fille de Mirza Rabi, vizir d'Héraclius II
  - Azad ou İzzet begüm (?-entre 1839 et 1847) — marié à Abra Khan, deuxième fils de Jafar Qoli Khan Donboli
12. Khatay Khanum - fille de Melik Bakhtam de Dizak
  - Husseinquli agha Javanshir (?-avant 1844) — Noblesse terrienne
  - Safiquli agha Javanshir (?-après 1862) — Noblesse foncière

Épouses temporaires :
1. Rugan Khanum - une fille arménienne du village de Nakhichevanik
  - Abulfat agha Javanshir (1766-1839) - poète, gouverneur de Dizmar
2. Khadija Khanum - une fille azerbaïdjanaise de Bayramlu, sultanat de Shamshaddil
  - Cheikh-Ali agha (?-après 1847) — Noblesse terrienne
3. Sona Khanum (décédée après 1844) — une jeune fille arménienne du village de Togh
  - Sulayman agha (?-avant 1844) — Noblesse terrienne
4. Ana Khanum - fille de Hajji Kerim de Shusha
  - Fatali agha

## Dans les médias populaires
- Interprété par Fakhraddin Manafov dans Le Destin du souverain (2008)  [réf. à confirmer]